# La Montagne (Loira Atlántico)
 La Montagne  es una comuna y población de Francia, en la región de País del Loira, departamento de Loira Atlántico, en el distrito de Nantes y cantón de Le Pellerin. Es la mayor población del cantón.
Su población en el censo de 1999 era de 5.841 habitantes. Forma parte de la aglomeración urbana de Nantes.
Está integrada en la Communauté urbaine Nantes Métropole .

## Demografía
| 4418 | 5025 | 5165 | 5419 | 5555 | 5841 |
| Para los censos de 1962 a 1999 la población legal corresponde a la población sin duplicidades (Fuente: INSEE [Consultar]) |      |      |      |      |      |